# Biblioteca Nacional de Guinea
La Biblioteca Nacional de Guinea (en francés: Bibliothèque Nationale de Guinée) es la biblioteca nacional de Guinea, localizada en la ciudad capital de Conakri. La biblioteca fue fundada en el año de su independencia, en 1958 y en 2015 se iniciaron las obras para el nuevo edificio de la biblioteca en la Universidad de Conakri.
Según las Naciones Unidas, en 2014 el nivel de alfabetización entre la población adulta de Guinea era de un 32 por ciento.

## Historia

### Fundación
La Biblioteca Nacional fue fundada el mismo año que su independencia, en 1958. En aquel momento, la biblioteca era simplemente el rebautizo de la sucursal del Instituto Fundamental del África Negra. En sus primeros años la biblioteca recibía ningún apoyo del gobierno. No fue hasta 1961 que llegó a tener apoyo financiero del gobierno nacional y su primer bibliotecario, el único en todo el país. 
Para finales de 1967, sus recursos incluyeron 11.000 volúmenes y 300 periódicos contemporáneos, más algunos otros objetos fruto de "transferencias, compras o regalos". El año siguiente la biblioteca se mudó a un edificio más pequeño y más viejo, pero en una ubicación más central de Conakri, y llegó un nuevo bibliotecario entrenado en Francia. Sin embargo, los dos bibliotecarios entrenados que tenía la biblioteca fueron ascendidos y transferidos a otras bibliotecas. A la vez, también hubo recortes en el presupuesto de la biblioteca. Para 1985, la biblioteca sobrevivía por puras donaciones.

### Clausura de 1986
En 1986, la biblioteca se cerró, siendo uno de las víctimas de las medidas económicas del gobierno nacional que vio el despido de 45.000 funcionarios. En ese momento, la colección de la biblioteca era de unos 40,000 a 60,000 volúmenes. La colección fue distribuida por todo el país donde se podía encontrar espacio de almacenamiento, incluyendo el sótano del Palacio del Pueblo (sede de la Asamblea Nacional de Guinea) y los edificios que actualmente pertenecen al ahora difunto Imprimérie Patrice Lumumba, la mejor imprense en Guinea en aquel momento. La mayoría del personal tuvo que dejar su empleo en la Biblioteca Nacional y buscó trabajo en otros lugares.

## Personal e instalaciones

### Personal
Desde 1988, el director general de la Biblioteca Nacional es el doctor Cheick Sylla Baba. Ha luchado para la biblioteca en durante décadas de indiferencia del gobierno.

### Instalaciones
La biblioteca actualmente tiene su propio edificio en el complejo de museos en el barrio de Sandervalia de Conakri. En marzo de 2015, se puso la primera piedra para el nuevo edificio que albergaría la biblioteca acerca de la Universidad de Conakri.

## Colección
La colección de la biblioteca incluye 159 discos fonográficos de la discográfica Syliphone. Syliphone era una compañía fundada por el gobierno de Guinea para apoyar a artistas musicales nativos de Guinea.